# Láska s vůní koňské hřívy
Láska s vůní koňské hřívy je dívčí román české spisovatelky Aidy Brumovské. Kniha poprvé vyšla roku 1996. Román se odehrává nejen v Praze a jejích částech, kde hlavní hrdinka a její kamarádi bydlí, ale také v obci Březno nedaleko Mladé Boleslavi. Nabízí příběh šestnáctileté Venduly, která jak samotný název knihy napovídá, miluje koně, ale také řeší první milostné poblouznění a vztah se svým přítelem Čárlím.

## Děj
Šestnáctiletá hlavní hrdinka Vendula Káralová milující koně a Čárlího, jejž potkala v Connecticutu v Americe, studuje obchodní akademii, neboť jí rodiče zakázali studovat učiliště v Chuchli, kam chodí Vendulina největší kamarádka a zároveň sestra jejího přítele Čárlího, Drahuna. Jednoho dne najde Vendula na ulici přejeté a opuštěné štěňátko, které si se svolením rodičů nechá a díky tomu se seznámí s ošetřovatelem Ladislavem Houskou, který se později stane manželem Venduliny tety.
Maminka Venduly je nešťastná, protože se Vendula až moc věnuje koním, na úkor baletu, který by si pro ní její maminka přála. Kvůli tomu ji neustále srovnává s Šárkou. Neví ale, že Šárka není taková, jak se tváří, že jí Vendula velmi často s něčím kryje a že v podstatě ani Šárčiny rodiče nevědí, jaká vlastně jejich dcera ve skutečnosti je. Šárka Vendulu neustále využívá, protože potřebuje, aby jí Vendula kryla záda. Její rodiče v žádném případě nesmí vědět, že místo na balet chodí na diskotéky, kouří trávu a chodí s Milanem, který se tváří jako podnikatel, který je v balíku, ve skutečnosti je to ale jen obyčejný podvodník a lhář. Jednoho dne, když se Vendula vydá do Března za Hálovými, ji čeká překvapení. Jako vánoční dárek totiž od Hálových spolu s Drahunou dostala klisnu Lítavku. Z této klisny jednou Drahuna spadne, naštípne si holenní kost a udělá výron. Díky tomu se seznámí s Petrem Vokem, se kterým se dá později dohromady.
Hlavní hrdinka si neustále dopisuje se svým přítelem Čárlím a nemůže se dočkat chvíle, kdy ho zase uvidí. Během toho ale musí řešit problémy s Šárkou a hlavně s Lítavkou, kterou někdo ukradl a teď Vendulu i její rodiče vydírá. Nakonec vše dobře dopadne a záhada se objasní. Všichni jsou překvapeni, neboť celou dobu podezírali z vydírání někoho úplně jiného.
Aby to byla kniha s dobrým koncem, nejenže se celý případ zdárně vyřeší, ale dojde také k setkání hlavní hrdinky s Čárlím a všichni se dozvídají, jaká Šárka ve skutečnosti je. Díky tomu může Vendula odejít z obchodní akademie a začít studovat učiliště v Chuchli spolu se svou kamarádkou Drahunou.  

## Postavy
Hlavní
- Vendula Káralová – šestnáctiletá dívka, hlavní hrdinka knihy, studuje obchodní akademii, chodí s Čárlím
- Karel Hála – známý jako Čárlí, třiadvacetiletý přítel Venduly, pracuje v Connecticutu na Blondeyově farmě
- Drahuna Hálová – nejlepší kamarádka hlavní hrdinky, Čárlího sestra, chodí na učiliště do Chuchle, má přítele Petra Voka
- Šárka Kropáčková – další Vendulina kamarádka, kouří trávu, lhala své rodině
- Olga Páralová – spolužačka, se kterou Vendula sedí, bydlí v dětském domově, kde je proto, že její rodiče pili alkohol, zamilovaná do třicetiletého Pavla Rajchla, který pracuje ve Vokově nakladatelství, vodové oči, divná chůze
- Lída – Vendulina teta

Vedlejší
- Mirek – Venduly bratr, oženil se s Renátou
- Renáta – švagrová Venduly
- Petr Vok – pětadvacetiletý chlapec, pracuje v nakladatelství Petr Vok
- Pan doktor Ladislav Houska – zamilovaný do Lídy, kterou si chce vzít a plánuje svatbu, ošetřovatel
- Hálovi – rodiče Čárlího a Drahuny, měli koně, Vendula je ráda navštěvovala

Zvířecí postavy
- Píďa – Vendulino štěňátko
- Ritmo – Vendulin kůň

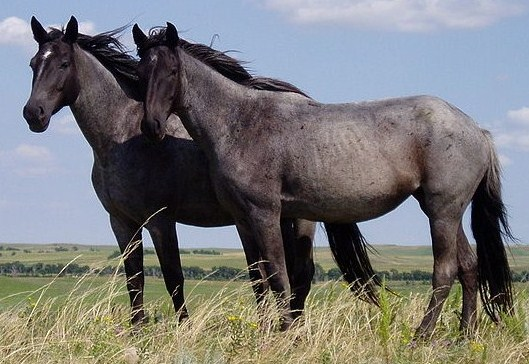
Příběh s koňskou tematikou

- Lítavka – čokoládově hnědá klisna, kterou dostala Vendula spolu s Drahunou od Hálových k Vánocům, favoritka na vítězství Velké jarní ceny, Jarní ceny klisen, i Velké pardubické
- Géra – Petrova kobylka, která byla klidná a snadno ovladatelná

## Místo děje

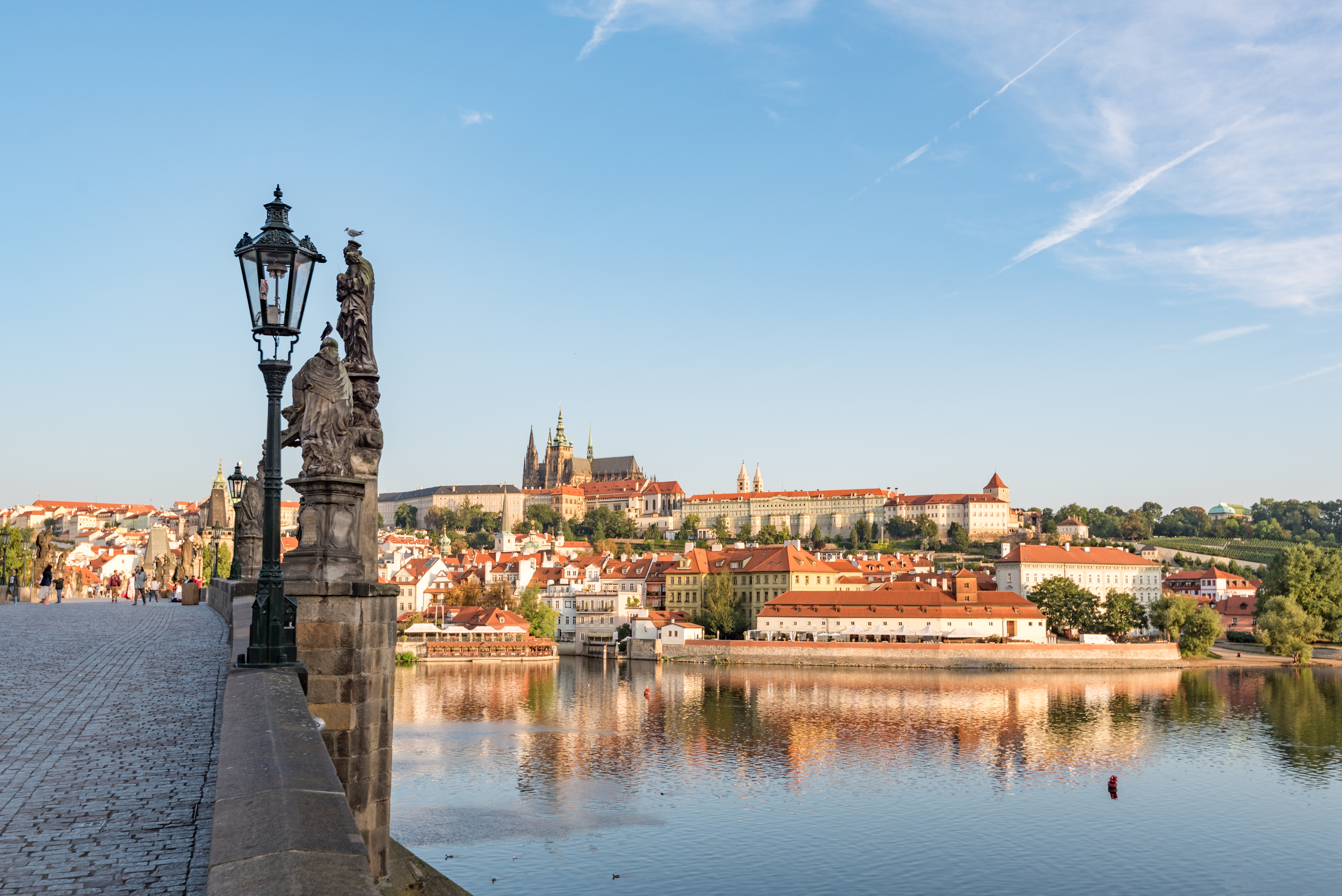
Praha - jedno z hlavních dějišť příběhu.

Místem, kde se odehrává převážná část příběhu, je Praha, neboť zde bydlí jak hlavní hrdinka Vendula, tak i její kamarádky. Dalším velmi často zmiňovaným místem je malá obec Březno, kde Hálovi vlastní zámek a Čárlí tu má ustájené své dva koně. Dále jsou zde zmíněné různé části Prahy – Chuchle, městská čtvrť Prahy, Čimice, kde bydlí Drahuna, a nelze zapomínat na Prčice a Klánovice, kde bydlí Olga a Vendulin bratr Mirek se svojí ženou Renátou.
Mezi další zmíněná místa patří například Dejvické divadlo, Národní divadlo, Jakubská ulice, ve které pracovala Lída, nebo ulice Budějovická.

## Analýza a interpretace
Oproti předchozím knihám je děj bohatší a komplikovanější, neboť se zde objevují nové postavy. Jedná se o druhý díl z plánované trilogie, který volně navazuje na Lásku s vůní tymiánu. Děj má velmi rychlý spád, což téměř připomíná střihy filmových záběrů, ve kterých je někdy těžké se zorientovat. Objevuje se rovněž trochu matoucí splynutí dějů. Hlavní hrdinkou zůstává Vendula, milovnice psů a koní, snažící se najít cestu vlastním životem.
Recenze Věry Vařejkové knihu popisuje jako dívčí román nesoucí prvky kriminálního příběhu s nespisovnými výrazy, který podporuje dobrotu hlavních hrdinů a umožňuje jim zvítězit nad zlem. Častými prvky v přímé řeči jsou již výše zmíněné nespisovné výrazy, které postavám přidávají na životnosti a charakterizují je. Bohužel ne všem čtenářům se výrazy z obecné češtiny budou líbit.
Převládajícím prvkem vyprávění je v této knize dialog, díky kterému se čtenář dostává k dalším příběhům.